# Nalacetus ratimitus
Nalacetus ratimitus és una espècie de cetaci extint de la família dels pakicètids que visqué durant l'Eocè. Se n'han trobat restes fòssils al Pakistan.